# Ikeas historia

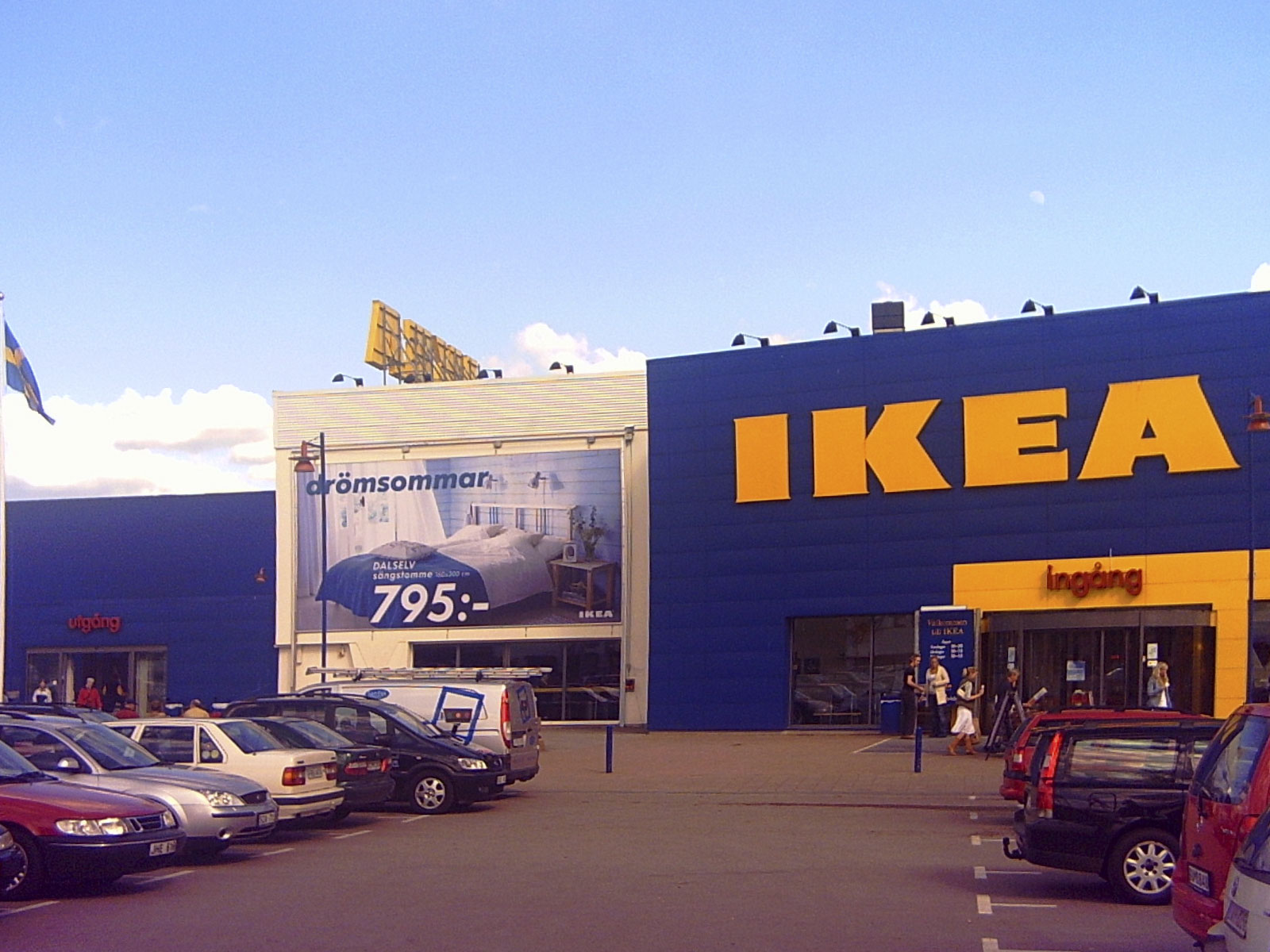
Ikeas första varuhus i Älmhult.

Ikeas historia börjar 1943 med att Ingvar Kamprad registrerade handelsfirman Ikea. År 1958 öppnade det första varuhuset i Älmhult och det första varuhuset utanför Sverige öppnades 1963 i Oslo. Ikea är numera världens största internationella heminredningsföretag med en omsättning 2013 på 245 000 mkr.

## Innan firmans tillkomst
Ingvar Kamprad föddes den 30 mars 1926 i Pjätteryd i nuvarande Älmhults kommun.  Han växte upp i byn Älmtaryd (äldre stavning Elmtaryd) i grannsocknen Agunnaryd i nuvarande Ljungby kommun  i Småland, där hans far ägde en större gård. Redan som barn visade Kamprad en fallenhet för affärer och började redan som femåring att sälja tändstickor. Som tonåring cyklade han omkring i sin hembygd och sålde egenfångad fisk och frön, som han köpt i parti.

## Firman bildas och utökas
1943 registrerade den då 17-årige Kamprad handelsfirman IKEA, Ingvar Kamprad Elmtaryd Agunnaryd. Från 1947 drev han sitt företag som postorderföretag från sitt hem på gården. Sortimentet bestod till att börja med av allt från pennor till fiskedrag, men möbler och husgeråd dominerade snart. 1950 kom den första katalogen ut som innehöll möbler, nylonstrumpor, lädervaror och toalettartiklar. 1953 öppnade Ikea en permanent möbelutställning i en gammal snickerifabrik i Älmhult. Under 50-talet skapade Ikeas låga priser en irritation inom den svenska möbelbranschen, och dess konkurrenter övertalade leverantörer att bojkotta företaget vilket ledde till att Ikea 1955 började formge sina egna produkter. Idén med platta paket, vilket är en av Ikeas många framgångsfaktorer, kom 1956 då benen på bordet Lövet skruvades av för att göra förpackningen enklare att frakta.
1958 öppnades det första Ikeavaruhuset, i Älmhult. 1965 öppnades det första varuhuset i Stockholm vid Kungens kurva. I detta varuhus introducerades "Tag-Själv-Lagret" som senare kom att bli karakteristiskt för företagets varuhus. Varuhuset skadades i en brand 1970 och stod därefter nyrenoverat 1971. Den nya butiken hade en restaurang, självbetjäning i inredningsavdelningen och andra arrangemang, vilka så småningom kom att bli en del av  Ikeakonceptet. Varuhuset vid Kungens kurva är Ikeas största varuhus.
Det första egna laboratoriet öppnades i  början av 1970-talet efter att Ikea under 1960-talet systematiskt började testa sina möbler. 1979 introducerades bokhyllan Billy som kom att bli en av företagets absoluta storsäljare. Under 1984 introducerades kundklubben IKEA Family.

## Ikea blir internationellt

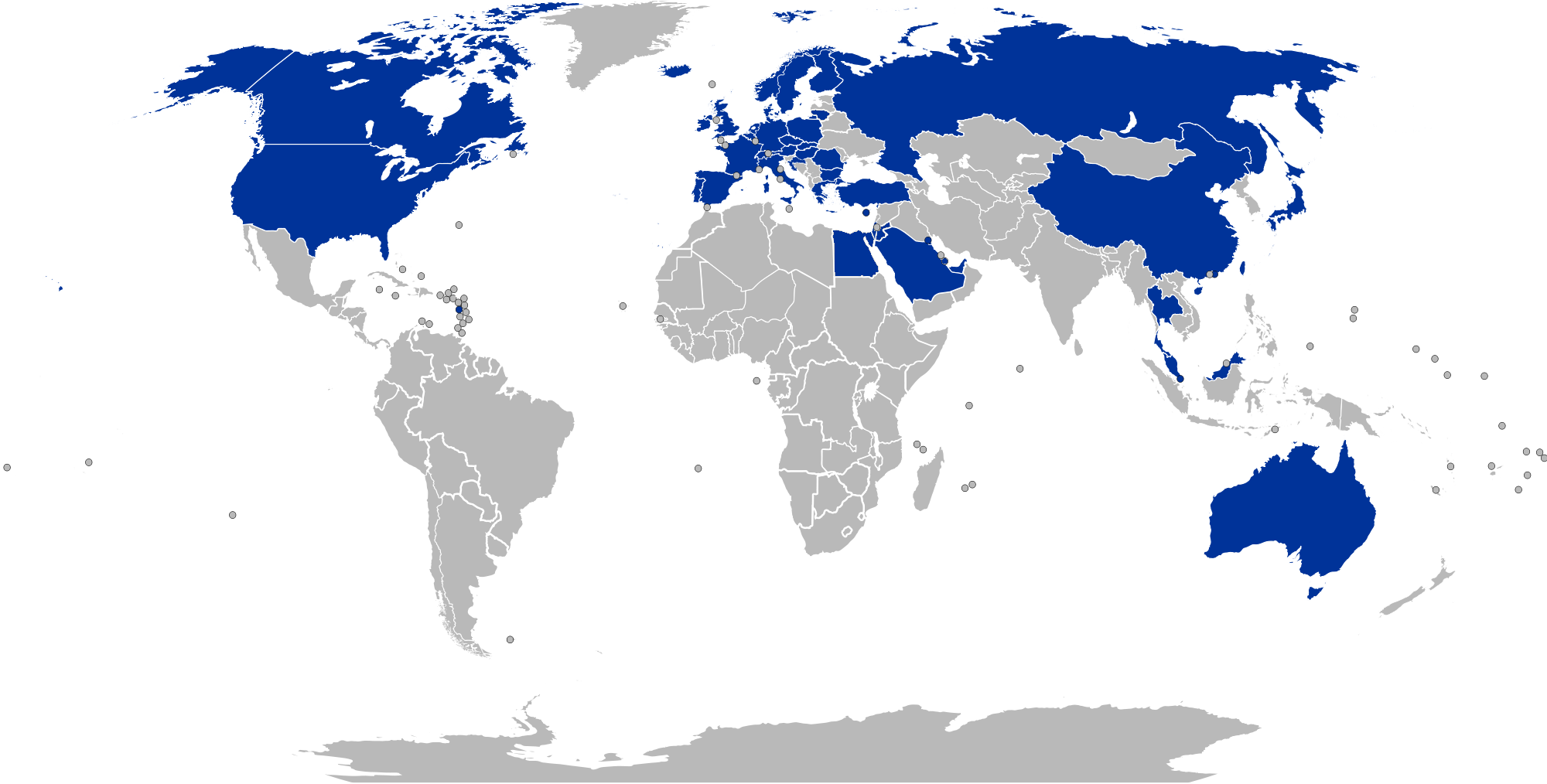
Ikeas utbredning i världen

1963 öppnade Ikea ett varuhus i Oslo, vilket var bolagets tredje varuhus och det första utanför Sverige
1973 öppnade Ikea ett varuhus i Schweiz, det första utanför Skandinavien. Under 1970-talet började Ikea tillverka möbler billigt i diktaturen Östtyskland, bland annat succésoffan Klippan. I vissa av fabrikerna arbetade politiska fångar, bland annat i Waldheim. Första varuhuset i USA öppnade 1985 i Philadelphia, och premiären i Kina blev 1998, då bolagets 137:e varuhus öppnade i Shanghai. I Moskva öppnades den första butiken år 2000 efter stora problem med korrupta ryska affärsmän. 2001 hade Ikea 145 varuhus i 22 länder med nästan 2000 leverantörer i mer än 50 länder. 2006, samma år som Kamprad fyllde 80 år öppnade det första varuhuset i Japan. Ikea är världens största internationella heminredningsföretag vid 2018. I maj 2015 drev Ikea 368 varuhus i 44 länder.

## Omsättning
Ikeas omsättning började ta fart på allvar 1956 då omsättningen under ett år ökade från 7 mkr till 17 mkr. Från 1994 till 2004 ökade omsättningen från 35 000 mkr till 116 000 mkr. 2013 var Ikeas omsättning 245 000 mkr och för verksamhetsåret 2015 omsattes 300 000 mkr.

## Namnet Ikea
Namnet Ikea är en förkortning för Ingvar Kamprad Elmtaryd Agunnaryd., vilket var firmans första postadress.  Elmtaryd och Agunnaryd är byn respektive socknen där Kamprad växte upp. När bolaget först registrerades hette det Ikéa. Accenten över e var inspirerat av det franska företaget La Société Evergood som tillverkade pennorna som Kamprad fick svensk agentur för. Företagsnamnet skrivs normalt med versaler; IKEA.